# Instytut Języka Chorwackiego i Lingwistyki

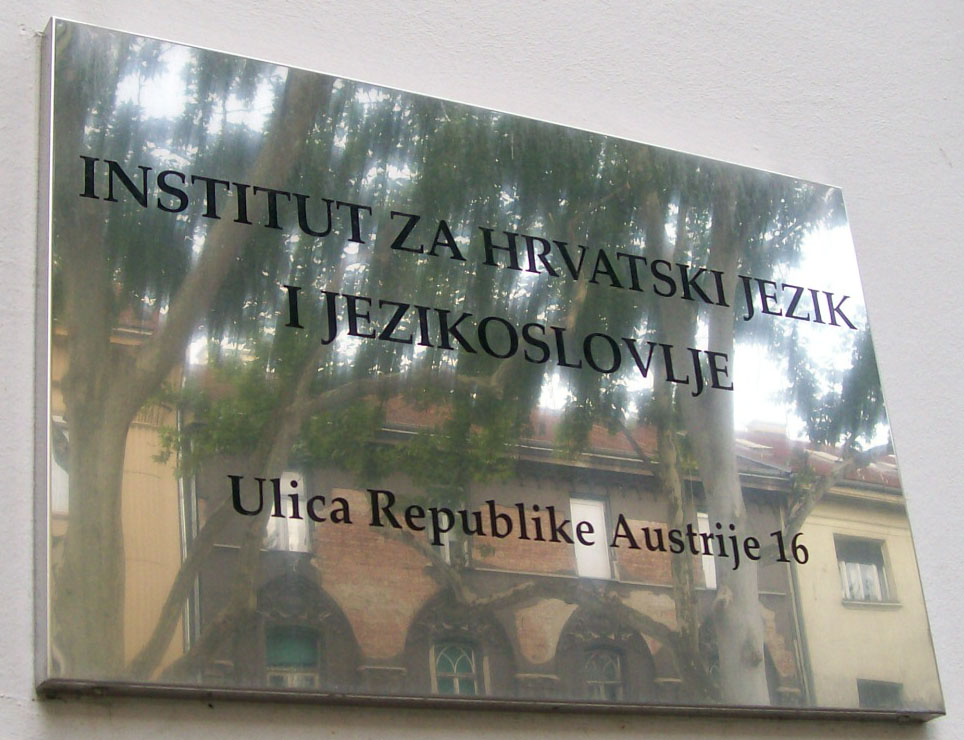
Instytut Języka Chorwackiego i Lingwistyki

Instytut Języka Chorwackiego (chorw. Institut za hrvatski jezik), do 2023 r. Instytut Języka Chorwackiego i Lingwistyki (Institut za hrvatski jezik i jezikoslovlje) – chorwacki instytut lingwistyczny zajmujący się regulacją języka chorwackiego. Jest częścią Chorwackiej Akademii Nauki i Sztuki.
Powstał w 1948 roku i aż do odzyskania niepodległości od Jugosławii przez Chorwację w 1991 roku był częścią Jugosłowiańskiej Akademii Nauk. Przed rokiem 1997 był pełnoprawnym członkiem Chorwackiej Sieci Akademickiej i Badawczej (CARNet).

## Dyrektorzy
- Antun Barac
- Stjepan Musulin (1948–1958)
- Mate Hraste (1958–1965)
- Ljudevit Jonke (1965–1973)
- Božidar Finka (1973–1977)
- Antun Šojat (1977–1982)
- Božidar Finka (1982–1987)
- Mijo Lončarić (1987–1996)
- Miro Kačić (1996–2001)
- Marko Samardžija (2001–2002)
- Nada Vajs-Vinja (2003)
- Dunja Brozović-Rončević (2003–2011)
- Željko Jozić (od 2012)